# اختبار التحمل

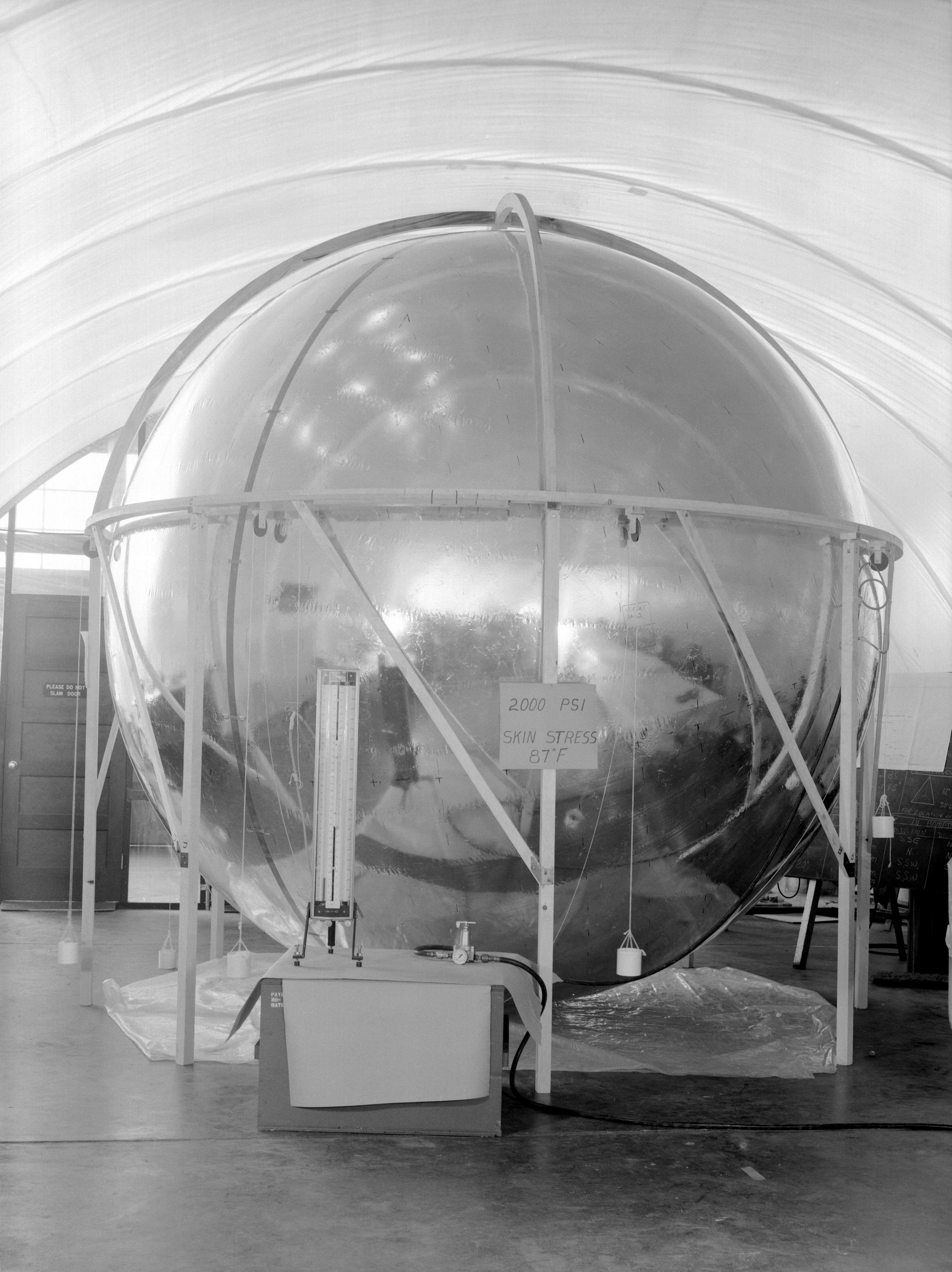

- (هذه المقالة هي عن اختبار التحمل للبرامج والاجهزة)
- تعريف اختبار التحمل (بالإنجليزية:Stress testing): هو شكل من أشكال الاختبار الشديد، يستخدم لتحديد استقرار نظام أو كيان معين. تتضمن اختبار القدرة التشغيلية العادية، في كثير من الأحيان حتى الوصول إلى نقطة الانهيار، من أجل مراقبة النتائج.
- ومن اسباب استخدام هذا الاختبار:

1. لتحديد نقطة الانهيار أو حدود الاستخدام الآمن.
2. لتأكيد المواصفات المقصودة.
3. لتحديد أنماط الفشل (كيفية فشل النظام).
4. لاختبار عملية استقرار جزء أو نظام خارج الاستخدام النموذجي.

يتوخى المهندسيين الدقة في كثير من الأحيان لاختبار المواد تحت الضغط المتوقع أو حتى في ظل تسارع الضغط من أجل تحديد العمر التشغيلي لهذه الاجهزة لتحديد نقاط الفشل. مصطلح «التحمل» قد يكون لها معنى أكثر تحديدا في بعض الصناعات، مثل علوم المواد، وبالتالي اختبار التحمل قد يكون في بعض الأحيان معنى تقني - مثال «حد الكلال» كلال أو حدالتعب للمواد.

## الحاسوب

### الأجهزة
- يجب وضع أجهزة الكمبيوتر تحت مستويات مبالغ فيها من الضغط من أجل ضمان الاستقرار عند استخدامها في بيئة طبيعية.

ويمكن أن تشمل هذين النقيضين من عبء العمل، ونوع العمل، واستخدام الذاكرة، والحمل الحراري (الحرارة)، والسرعة على مدار الساعة، أو الفولتية. ذاكرة وحدة المعالجة المركزية هما المكونات التي يتم عادة اختبارها بهذه الطريقة. وهناك تداخل كبير بين برامج اختبار التحمل وقياس البرمجيات، لأن كلاهما تسعى إلى تقييم وقياس أقصى قدر من الأداء بينهما، ويهدف برنامج اختبار التحمل لاختبار الاستقرار من خلال محاولة فرض نظام للفشل. ويهدف قياس البرمجيات لقياس وتقييم أقصى أداء ممكن في مهمة معينة أو وظيفة. عند تعديل معايير التشغيل من وحدة المعالجة المركزية اختصارها (و م م- CUP), مثل درجة الحرارة، رفع تردد التشغيل، فرط الجهد، قد يكون من الضروري للتحقق مما إذا كانت البارامترات الجديدة (بالعادة جهد الوحدة المعالجة المركزية والتردد)هي مناسبة للأحمال الثقيلة في وحدة المعالجة المركزية. ويتم ذلك عن طريق تشغيل برنامج مكثفة وحدة المعالجة المركزية لفترات طويلة من الزمن، لاختبار ما إذا كان الكمبيوتر توقف أو تعطل. يعرف اختبار تحمل وحدة المعالجة المركزية أيضا على أنه (اختبار التعذيب). البرامج التي يشملها اختبار التعذيب تخضع لإعادة تشغيل التعليمات التي تستخدم الرقاقة بأكمله وليس فقط عدد قليل من وحداتها. اختبار تحمل وحدة المعالجة المركزية على مدار 24 ساعة في حمولة 100٪ هو في معظم الحالات يكون كافي لتحديد أن وحدة المعالجة المركزية سوف تعمل بشكل صحيح في سيناريوهات الاستخدام العادي كما هو الحال في جهاز كمبيوتر سطح المكتب، حيث يكون استخدام وحدة المعالجة المركزية عادة عند مستويات منخفضة (50 ٪ أو أقل). أجهزة اختبار التحمل والاستقرار شخصي ويمكن أن تختلف وفقا لكيفية استخدام النظام. اختبار الضغط لنظام تشغيل يعمل 24/7 من شأنها أن تؤدي المهام الحساسة خطأ مثل الحوسبة الموزعة أوالمشاريع القابلة للطي تختلف عن اختبارات الضغط للاجهزة التي تكون قادرة على تشغيل لعبة واحدة مع موثوقية معقول. على سبيل المثال دليلا شاملا على رفع تردد التشغيل ساندي بريدج.

#### البرامج التي يشيع استخدامها في اختبار التحمل
1. Prime95, and derivatives such as HyperPi – CPU/heat
2. Intel processor diagnostic test
3. Intel Burn Test
4. Passmark Burn-in
5. memory
6. OCCT
7. S&M

### البرمجيات
في اختبار البرمجيات، يشير اختبار التحمل إلى الاختبارات للاجهزة التي يتم التركيز على متانتها وتوافرها ومعالجة اخطاءها تحت الحمل الثقيل، بدلا من التركيز على ما يمكن اعتباره السلوك الصحيح في ظل الظروف العادية. على وجه الخصوص، قد تكون أهداف هذه الاختبارات ضمان عدم تعطل أو توقف البرنامج في الموارد الحاسوبية (مثل الذاكرة أو مساحة القرص) بشكل غير عادي أو هجمات الحرمان من الخدمة.
الأمثلة على ذلك:
- قد يكون اختبار التحمل لخادم الويب باستخدام البرامج النصية، ومنع أدوات مراقبة الأداء على شبكة الإنترنت خلال أحمال الذروة. هذه الهجمات عادة ما تكون أقل من ساعة طويلة، أو حتى للحد من كمية البيانات التي يمكن أن تتماشى مع خادم الويب ان وجدت.

ويمكن مقارنة اختبار التحمل مع اختبار التحميل:
- اختبار التحميل يدرس البيئة بأكملها وقاعدة البيانات في اثناء قياس زمن الاستجابة، في حين أن اختبار التحمل يركز على المعاملات التي تم تحديدها، مما يدفع إلى مستوى كسر المعاملات أو الأنظمة.
- خلال اختبار التحمل للمعاملات بشكل انتقائي، قاعدة البيانات قد لا تواجه الكثير من الحمل، ولكن الضغط يكون على المعاملات بشكل كبير. من ناحية أخرى، وخلال اختبار التحميل تواجه قاعدة البيانات عبء ثقيل، بعكس بعض المعاملات.
- نظام اختبار التحمل، والمعروف أيضا باسم اختبار الإجهاد، يتم تحميل المستخدمين المتزامنين أكثر وأبعد من المستوى الذي يمكن للنظام التعامل معه، لذلك فإنه يكسر الحلقة الأضعف في النظام بأكمله.

### محطات الطاقة النووية
بعد زلزال عام 2011 في اليابان قررت المفوضية الأوروبية أن جميع محطات الطاقة النووية في أوروبا يجب أن تخضع لاختبار التحمل للتحقق من أنها لا تزال يتوافق مع أعلى معايير السلامة.
بعد إعلان جمعية منظمي النووية الأوروبية الغربية (بالإنجليزية:Western European Nuclear Regulators' Association) الاقتراح الأول عن اختبار التحمل، كان هناك انتقادات بأن اختبارات التحمل لن تكون صارمة بما فيه الكفاية.

### امثلة على اختبارات التحمل
- اختبار الصندوق الأبيض
- اختبار البرمجيات
- محاكاة
- اختبار الصندوق الأسود